# Ilica
Az Ilica a maga 6,4 km hosszával Zágráb harmadik leghosszabb utcája. 
A forgalmas utca az egész nyugati városrészen végigvezet, a Jellasics tértől nyugat felé a Vrapče vasúti megállóig. Donji grad és Gornji grad – Medveščak negyedek határán halad, majd Črnomerec negyedben fut, és a Podsused – Vrapče negyedben ér véget. A Jellasics tér és a črnomereci Gjuro Szabo utca között villamos közlekedik rajta.
Az utca keleti, Jellasics tér felőli részén számos bolt, étterem és kulturális intézmény található, így Zágráb egyik kedvelt sétáló- és bevásárlóutcája, egyben itt a legmagasabbak az ingatlanárak a városban. 
Nevét először 1431-ben jegyezték fel, az utca mai arculata a 18. század végén alakult ki. Történelme során egy ideig a Lončarska ves (fazekasok városa) nevet viselte.

## Nevezetes épületek
- 01. - Ilica felhőkarcoló
- 03. - Központi Statisztikai Hivatal
- 12. - British Council
- 17. - Tošo Dabac-gyűjtemény
- 85. - Zágrábi Szépművészeti Akadémia

## Képek

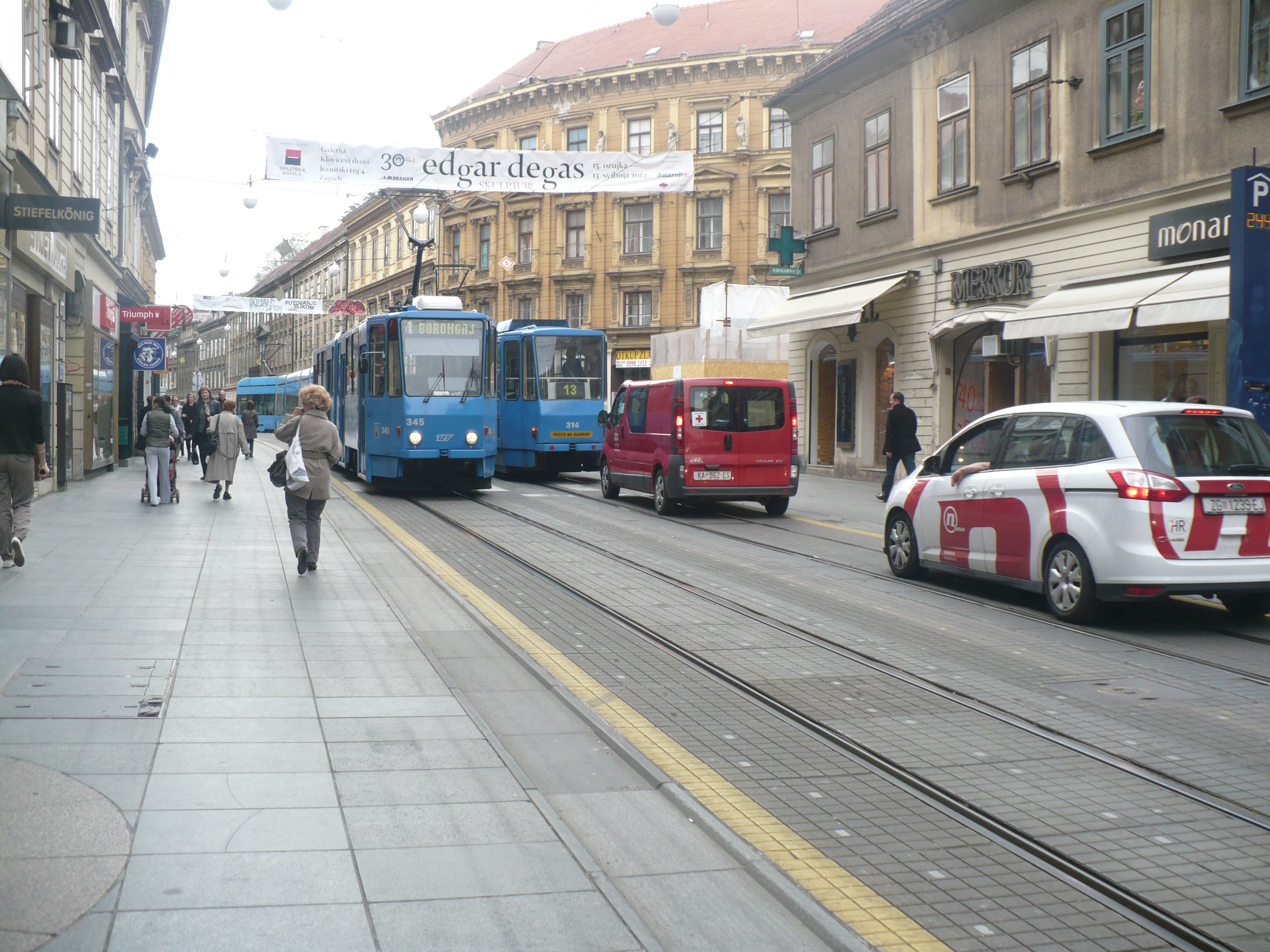
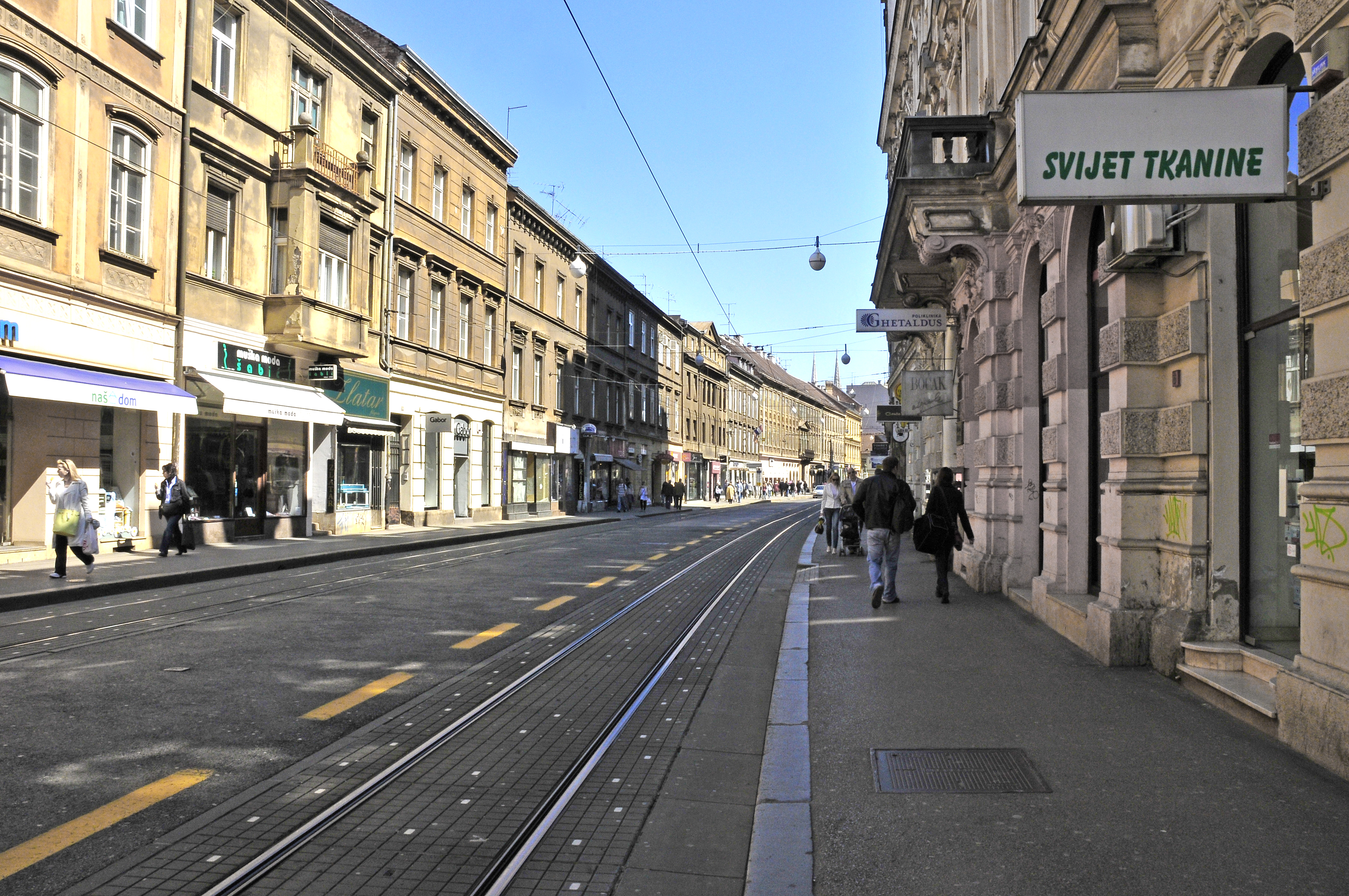